# Boianu Mare
Boianu Mare (in ungherese Tasnádbajom) è un comune della Romania di 1 404 abitanti, ubicato nel distretto di Bihor, nella regione storica della Transilvania.
Il comune è formato dall'unione di 5 villaggi: Boianu Mare, Corboaia, Huta, Păgaia, Rugea.
Di particolare interesse una chiesa interamente in legno dedicata ai SS. Arcangeli (St. Arhangheli), costruita nel 1686 e con decorazioni pittoriche del 1785.